# Esqui aquático nos Jogos Pan-Americanos de 2019 - Wakeboard masculino
A competição de wakeboard masculino foi um dos eventos do esqui aquático nos Jogos Pan-Americanos de 2019, em Lima. Foi disputada na Laguna Bujama nos dias 27 e 30 de julho.

## Calendário
Horário local (UTC-5).
| Data        | Horário | Fase         |
| ----------- | ------- | ------------ |
| 27 de julho | 13:48   | Preliminares |
| 27 de julho | 15:00   | Repescagem   |
| 30 de julho | 16:00   | Finais       |

## Medalhistas
| Ouro   | USA Andrew Adkison    |
| Prata  | ARG Ulf Ditsch        |
| Bronze | MEX Patricio González |

## Resultados

### Preliminares
Os dois melhores atletas de cada eliminatória se classificaram para a final. Os outros foram para a repescagem.

### Eliminatória 1
| Colocação | Atleta             | Nacionalidade      | Resultados | Notas |
| --------- | ------------------ | ------------------ | ---------- | ----- |
| 1         | Patricio González  | MEX México         | 82.89      | Q     |
| 2         | Christian Primrose | CAN Canadá         | 81.33      | Q     |
| 3         | Andrew Adkison     | USA Estados Unidos | 76.67      | R     |
| 4         | José Bernales      | CHI Chile          | 29.00      | R     |

### Eliminatória 2
| Colocação | Atleta         | Nacionalidade | Resultados | Notas |
| --------- | -------------- | ------------- | ---------- | ----- |
| 1         | Ulf Ditsch     | ARG Argentina | 82.45      | Q     |
| 2         | Jorge Rocha    | COL Colômbia  | 55.11      | Q     |
| 3         | Marcelo Giardi | BRA Brasil    | 54.33      | R     |
| 4         | Manuel Ballon  | PER Peru      | 31.22      | R     |

### Repescagem
Os dois melhores atletas da repescagem se classificaram para a final.
| Colocação | Atleta         | Nacionalidade      | Resultados | Notas |
| --------- | -------------- | ------------------ | ---------- | ----- |
| 1         | Andrew Adkison | USA Estados Unidos | 64.78      | Q     |
| 2         | Marcelo Giardi | BRA Brasil         | 61.33      | Q     |
| 3         | Manuel Ballon  | PER Peru           | 40.00      |       |
| 4         | José Bernales  | CHI Chile          | 35.56      |       |

### Finais
| Colocação         | Atleta             | Nacionalidade      | Resultados | Notas |
| ----------------- | ------------------ | ------------------ | ---------- | ----- |
| Medalha de ouro   | Andrew Adkison     | USA Estados Unidos | 79.33      |       |
| Medalha de prata  | Ulf Ditsch         | ARG Argentina      | 78.78      |       |
| Medalha de bronze | Patricio González  | MEX México         | 69.67      |       |
| 4                 | Christian Primrose | CAN Canadá         | 68.78      |       |
| 5                 | Jorge Rocha        | COL Colômbia       | 63.89      |       |
| 6                 | Marcelo Giardi     | BRA Brasil         | 40.78      |       |